# إميلي هودغسون
إميلي غريس هودغسون (ولدت في 1 يوليو 2000) هي لاعبة كرة قدم أسترالية محترفة. تلعب حاليًا مع "Adelaide United" في دوري "W-League".